# Sœurs de Notre-Dame du Calvaire
Ne doit pas être confondu avec Bénédictines de Notre-Dame du Calvaire.
 (avril 2024).
Si vous disposez d'ouvrages ou d'articles de référence ou si vous connaissez des sites web de qualité traitant du thème abordé ici, merci de compléter l'article en donnant les références utiles à sa vérifiabilité et en les liant à la section « Notes et références ».

Les sœurs de Notre-Dame du Calvaire (en latin : Congregationis Sororum Dominae Nostrae a Calvario) forment une congrégation religieuse féminine enseignante et hospitalière de droit pontifical.

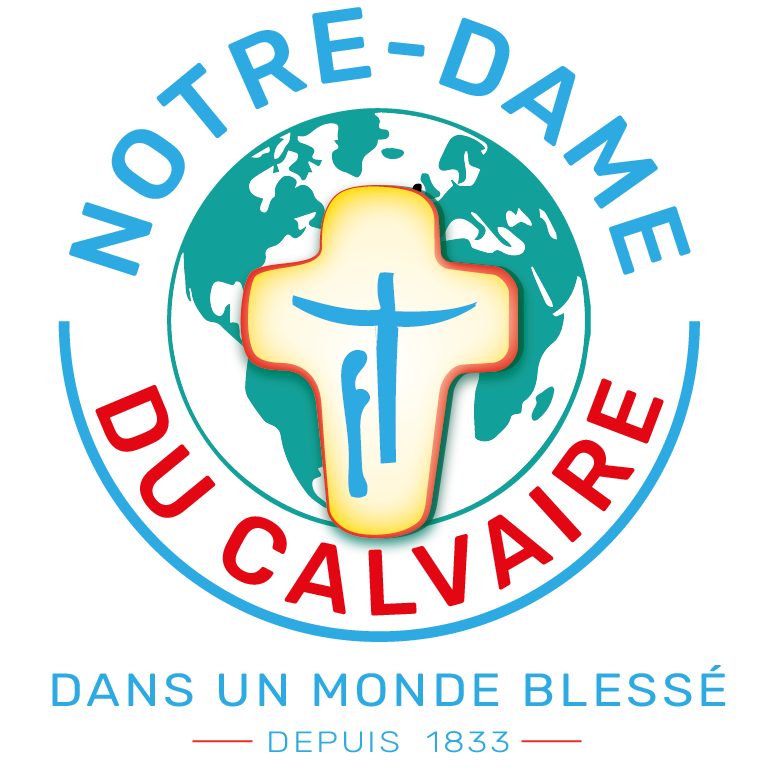

## Historique

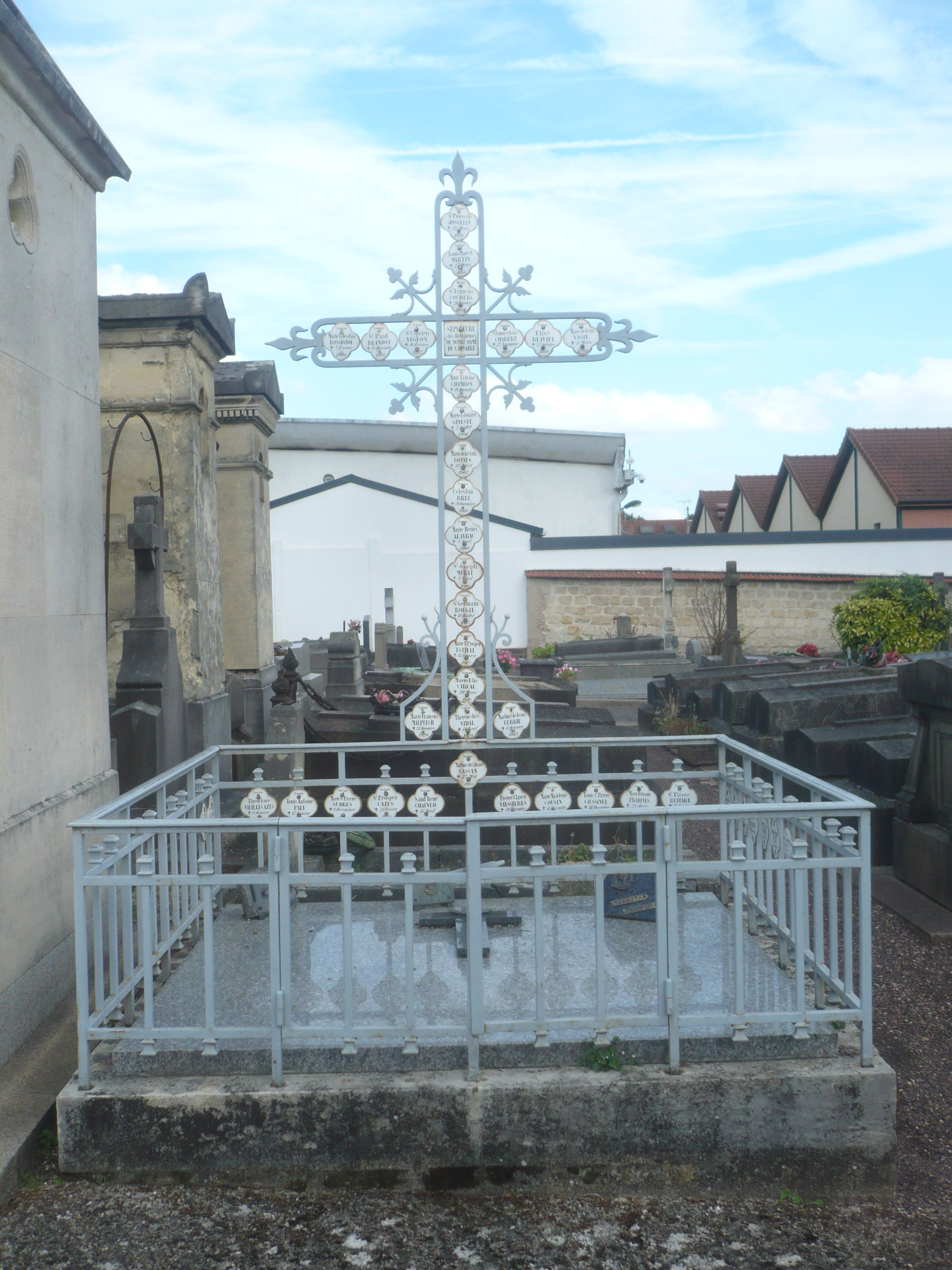
Sépulture collective de sœurs de Notre-Dame du Calvaire, au cimetière de Bourg-la-Reine (division 3), dans les Hauts-de-Seine, en France. L'ordre a fondé des établissements d'enseignement dans la commune, dont l'un à destination de jeunes sourdes.

La congrégation est fondée le 15 octobre 1833 à Gramat par le père Pierre Bonhomme (1803-1861) pour s'occuper des malades à domicile et des œuvres paroissiales. Les premières religieuses de la communauté se multiplient rapidement et ouvrent plusieurs écoles paroissiales dans les zones rurales du diocèse de Cahors. La construction de la maison-mère est entreprise à Gramat en 1883. L'institut obtient le décret de louange le 8 mars 1911 et la congrégation est finalement approuvée par le Saint-Siège le 27 décembre 1927.
Les sœurs travaillent et se mettent au service des plus démunis dans des œuvres d’éducation et de bienfaisance. Elles sont pour la plupart enseignantes et fondent six établissements scolaires à Bourg-la-Reine (92), Gramat (46), Cahors (46) Franconville (95), Mayrinhac Lentour (46), Alvignac (46). Cette éducation se base sur deux principes fondamentaux :
- Eduquer, c’est accueillir, accompagner et faire grandir « avec bonté et fermeté »
- « Le cœur se gagne par le cœur » Pierre Bonhomme

Aujourd’hui, les sœurs de la Congrégation ont transmis progressivement cette mission à des laïcs : les établissements scolaires sont sous contrat, et elles y assurent le suivi pédagogique par une mission rapprochée de tutelle, aux côtés des laïcs enseignants et professeurs de écoles.
Elles fondent également des instituts médico-sociaux dont l'Institut des Jeunes Sourds à Bourg-la-Reine (92)
En 1904, les écoles de la congrégation subissent les effets des lois contre les congrégations enseignantes : elles sont fermées.
Cependant l'action des sœurs se poursuit à travers leurs hôpitaux et leurs œuvres sociales et rapidement dans les missions.
- En 1906, les sœurs de Notre-Dame du Calvaire s'implantent au Brésil à Pouso Alegre l'année suivante en Argentine, à Santa Fe.
- En 1935, des sœurs brésiliennes et françaises partent en Amazonie, à Guajará-Mirim.
- En 1959, en réponse à l'appel du pape Pie XII, les sœurs sont envoyées en Côte d'Ivoire et y fondent une mission à Soubré.
- En 1968, la congrégation commence le travail de rénovation demandé par le concile Vatican II à toutes les congrégations. Les provinces de France, du Brésil, de la région d'Argentine et le groupe missionnaire de Côte d'Ivoire sont créés en 1970.
- Le pape Jean-Paul II approuve les nouvelles constitutions de la congrégation en 1984.
- L'élan missionnaire se poursuit avec une fondation en Guinée en 1990.
- Une autre fondation a lieu au Paraguay en 1995, par les sœurs argentines.
- L'année 1999 connaît l'ouverture à l'Asie avec une première fondation aux Philippines.
- Fondation au Burkina Faso à Bobo Dioulasso en 2007 et en 2009 au Vietnam.

## Activités, communautés et diffusion
En 2023, la congrégation comptait 170 sœurs dans 36 communautés implantées dans 8 pays sur 4 continents. Les sœurs de Notre-Dame du Calvaire se consacrent à l'enseignement dont des écoles pour handicapés mentaux et sourds. Partout, elles cherchent à se faire proches des plus démunis dans un monde blessé.
Elles sont présentes sur 4 continents:
- Europe : France.
- Amérique : Argentine, Brésil.
- Afrique : Burkina Faso, Côte d'Ivoire, Guinée.
- Asie : Philippines, Vietnam.

En France, elles animent cinq communautés de vie fraternelle, de prière, d’accueil et de mission. La maison-mère est à Gramat (46).